# XQc
Félix Lengyel (* 12. listopadu 1995 Laval), známější jako xQc (dříve xQcOW), je kanadský online streamer, influencer a bývalý profesionální hráč videohry Overwatch.
Ačkoli je nejvíce známý svou streamerskou kariérou, Lengyel původně získal uznání jako profesionální hráč videohry Overwatch. Jeho esportová kariéra začala v roce 2016, kdy začal také pravidelně streamovat. Na konci roku 2017 se připojil k týmu Dallas Fuel, který soutěžil v první sezóně Overwatch League. Jeho působení v Dallas Fuel však bylo poznamenáno kontroverzemi, které vedly k opakovaným suspenzím a nakonec k jeho propuštění z týmu uprostřed sezóny. Kromě toho Lengyel reprezentoval Team Canada na Overwatch World Cup v letech 2017 až 2019.
Po odchodu z kompetitivního Overwatchu se Lengyel plně zaměřil na streamování na Twitchi. Během tohoto období také podepsal smlouvy s několika esportovými organizacemi, jako jsou Sentinels a Luminosity Gaming, jako tvůrce obsahu. Během své streamerské kariéry Lengyel čelil několika banům na Twitchi za porušení pravidel platformy, včetně zobrazování explicitního obsahu, urážlivých poznámek a stream snipingu. Přes tyto kontroverze si Lengyel udržel velkou a oddanou fanouškovskou základnu a pravidelně dosahoval vysokých počtů diváků. Tři roky po sobě (2020–2022) byl nejsledovanějším streamerem na Twitchi. V červnu 2023 podepsal s platformou Kick dvouletou neexkluzivní smlouvu s maximální hodnotou 100 milionů dolarů (cca 2,4 miliardy Kč).

## Kariéra

### Počátky streamování
Po dokončení střední školy se Lengyel zapsal na CEGEP (kanadská vyšší odborná škola), kde studoval obchodní administrativu, dokud ve druhém ročníku neodešel poté, co se cítil „beze směru“. Ve věku 19 let začal streamovat na Twitchi, kde zpočátku hrál League of Legends (LoL) pod pseudonymem xQcLoL. Jeho pseudonym xQc vznikl spojením posledního písmene jeho křestního jména (x) a zkratky jeho domovské provincie Québec (QC). Jak jeho streamerská kariéra postupovala, Lengyel získával uznání a proslulost především díky svému zapojení do videohry Overwatch, kterou vyvinula společnost Blizzard Entertainment. Následně změnil svůj pseudonym na xQcOW, aby to více odráželo jeho spojení s videohrou Overwatch (OW).

### Esport
Lengyel zahájil svou profesionální esportovou kariéru v Overwatchi účastí v menších online turnajích pro týmy jako hráč v roli tanku. V říjnu 2016 byl přijat do prominentní esportové organizace Denial Esports, která se však brzy rozpadla. Po rozpadu organizace Denial Esports vytvořil Lengyel s bývalými spoluhráči nezávislý tým Yikes (později Arc 6). Během svého působení tým soutěžil v Season Zero soutěže Overwatch Contenders, kde se zdálo, že Lengyelova soutěživost dosahovala nezdravých mezí. Přiznal, že kvůli hře zanedbával spánek, stravu a osobní vztahy. V roce 2017 reprezentoval Team Canada na soutěži Overwatch World Cup. Jeho tým postoupil do finále, ale byl poražen Jižní Koreou. Přes tuto prohru byl Lengyel označen za nejužitečnějšího hráče turnaje.

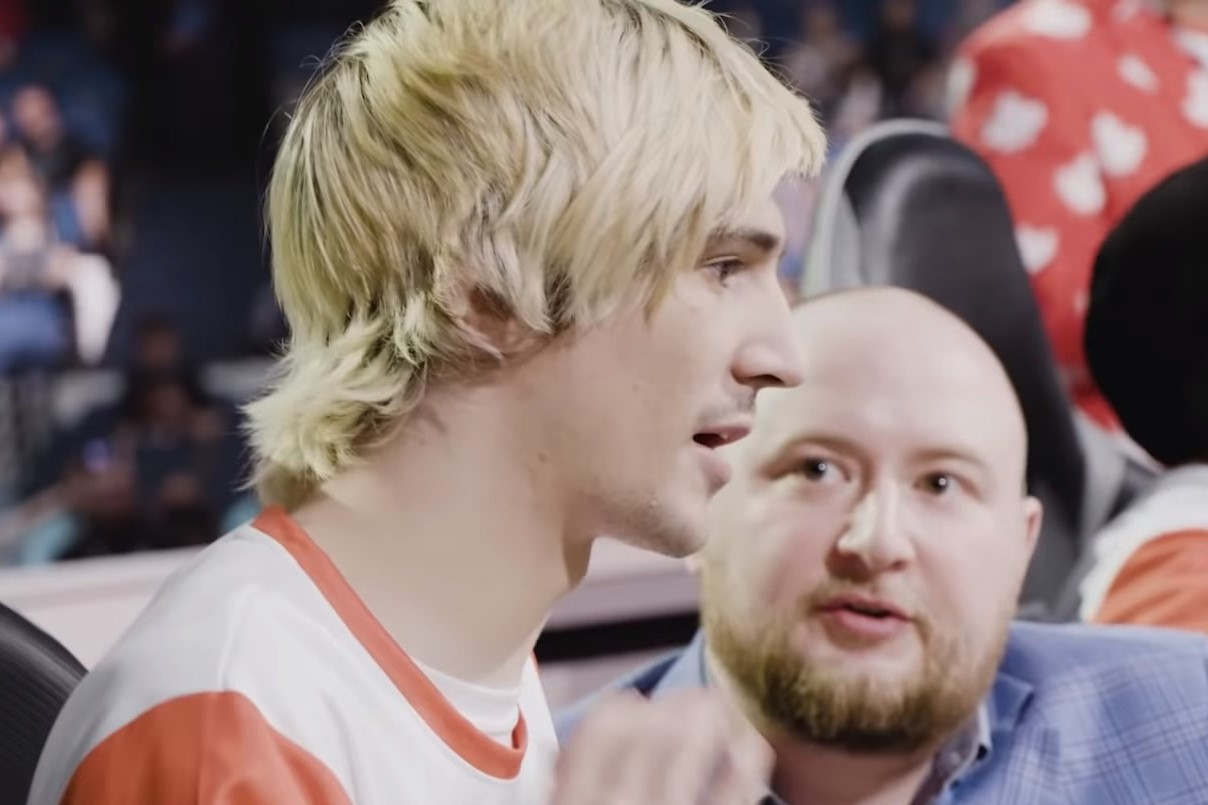
Lengyel (vlevo) na Overwatch World Cup v roce 2018

V říjnu 2017 se Lengyel připojil k týmu Dallas Fuel, který se účastnil první sezóny Overwatch League (OWL). Před začátkem sezóny však obdržel od Blizzardu dva bany na svém osobním Overwatch účtu: 72hodinovou v listopadu za zneužití reportovacího systému a 7denní v prosinci za úmyslné prohry („throwing“) na streamu. Lengyel debutoval v OWL 10. ledna 2018 v zápase proti Seoul Dynasty, který Dallas Fuel prohrál 1–2. Po prohře 0–4 proti Houston Outlaws 18. ledna Lengyel během streamu pronesl homofobní poznámky na adresu hráče Austina „Mumy“ Wilmota, který je otevřeně gay. Následně se mu omluvil na Twitteru, kde uvedl, že jeho poznámky neměly být zlovolné a že mluvil unáhleně. V reakci na to ho Dallas Fuel vyřadil ze sestavy na další zápas. Navíc mu OWL udělila pokutu 2000 dolarů (cca 48 000 Kč) a suspenzi na čtyři zápasy, kterou následně Dallas Fuel prodloužil do 10. února.
Lengyel se vrátil do OWL 23. února v zápase, kdy Dallas Fuel zvítězil 3–1 nad Los Angeles Gladiators. Jeho návrat však netrval dlouho. 10. března obdržel pokutu 4 000 dolarů (cca 96 000 Kč) a další čtyřzápasovou suspenzi za „rasistické použití“ emotu během streamování OWL a za „urážlivé výroky“ proti komentátorům a hráčům. Následující den byl Lengyel z Dallas Fuel propuštěn. V rozhovoru pro The Washington Post uvedl, že neměl rasistický úmysl a přiznal pochybnosti o správnosti pokračování v profesionální kariéře.
V následujících letech Lengyel hrál v Overwatch Contenders za týmy GOATS a Gladiators Legion a reprezentoval Team Canada na soutěži Overwatch World Cup v letech 2018 a 2019.

### Návrat ke streamování na plný úvazek
Po odchodu z Dallas Fuel v roce 2018 se Lengyel plně zaměřil na streamování. V únoru 2019 se připojil jako tvůrce obsahu k esportové organizaci Sentinels. V květnu 2019 se stal jedním z nejpopulárnějších „variety“ streamerů na Twitchi. V červenci 2019 dostal třídenní ban za streamování videa s explicitním obsahem (záběr penisu), který byl po jednom dni zrušen. Přes tyto incidenty byl v prosinci 2019 nejsledovanějším streamerem měsíce (téměř 8 milionů hodin sledovanosti) a šestým nejsledovanějším za celý rok (54 milionů hodin sledovanosti).
V roce 2020 čelil sérii banů. 29. února obdržel třídenní ban za streamování explicitního obsahu ve hře Strip 4: Classmate Study s odhalenými ňadry ženské postavy. Po Lengyelově odvolání Twitch ban potvrdil a hra získala pozornost, a dokonce se dostala na vrchol seznamu „novinky a trendy“ na Steamu. V březnu začal hrát šachy a v dubnu se učil od šachového velmistra Hikaru Nakamury. Twitch a Chess.com spolupracovaly na organizaci šachového turnaje PogChamps, který probíhal od 5. do 19. června. Lengyel se tohoto turnaje účastnil a prohrál v něm s MoistCr1TiKaLem, který ho porazil pouhými šesti tahy. Zápas se stal nejsledovanějším videem na YouTube kanále Chess.com. V květnu 2021 měl více než deset milionů zhlédnutí. V turnaji PogChamps Lengyel postoupil do semifinále konzolační fáze, ale nakonec prohrál s Ludwigem Ahgrenem. 12. června 2020 dostal 24hodinový ban za náhodné otevření videa s gorilím sexem, které zaslal jeden z jeho diváků. Sentinels se s ním 27. srpna 2020 rozešli a 1. října 2020 přešel do Luminosity Gaming. 18. listopadu 2020 čelil 7dennímu banu za stream sniping během Twitch Rivals pro videohru Fall Guys. Byl také z Twitch Rivals vyloučen na šest měsíců a musel se vzdát svých výherních cen z turnaje. Přes bany a kontroverze byl v roce 2020 byl nejsledovanějším streamerem Twitche (174 milionů hodin).
V polovině roku 2021 měl 163 milionů hodin sledovanosti. V červnu 2021 se rozhodl vrátit do Kanady poté, co zažil několik případů swattingu. V říjnu 2021 unikly údaje o příjmech streamerů, které ukázaly, že Lengyel od roku 2019 vydělal přes 8 milionů dolarů (cca 192 milionů Kč). Ačkoli byla přesnost těchto údajů zpochybňována, Lengyel potvrdil, že jeho uváděné výdělky jsou správné. V roce 2021 zůstal nejsledovanějším streamerem (274 milionů hodin). Jeho maximální počet současných diváků dosáhl 173 000, i když to zaostávalo za kanálem s nejvyšším počet současných diváků, který zaznamenal 2,5 milionu.
V dubnu 2022 se na Redditu účastnil sociálního experimentu r/place, kde cíleně ničil fan art My Little Pony, což mu přineslo příval výhrůžek smrtí. Uvedl, že během jednoho měsíce obdržel více vyhrůžek smrtí za jednu hodinu než za celých předchozích šest let streamování dohromady. Navzdory negativitě během streamování r/place překonal svůj rekord sledovanosti na Twitchi (dosáhl 293 000 diváků). Později při streamování bety videohry Overwatch 2 dosáhl 312 000 diváků. V roce 2022 opět vedl v hodinách sledovanosti za rok.
V lednu 2023 oznámil svůj odchod z Luminosity Gaming. V červnu 2023 podepsal neexkluzivní smlouvu s platformou Kick v hodnotě 70 milionů dolarů (cca 1,7 miliard Kč) na 2 roky s možností bonusů až 30 milionů dolarů (cca 719 milionů Kč). Lengyel zakončil rok 2023 jako čtvrtý nejsledovanější streamer na Twitchi (89 milionů hodin).
V říjnu 2024 se umístil na 28. místě žebříčku Top Creators 2024, který vydává časopis Forbes.

## Osobní život
Lengyel se narodil 12. listopadu 1995 v Lavalu. Má maďarské kořeny.
V letech 2017–2022 byl ve vztahu se streamerkou Samanthou Lopez (adeptthebest).
5. srpna 2024 doprovázel streamera Adina Rosse na setkání s americkým prezidentem Donaldem Trumpem.

## Ceny a nominace
| Rok  | Ceremonie                | Kategorie                       | Výsledek  | Ref.          |
| ---- | ------------------------ | ------------------------------- | --------- | ------------- |
| 2017 | 2017 Overwatch World Cup | Nejužitečnější hráč             | vítězství | [ 8 ]         |
| 2018 | 2018 Esports Awards      | Streamer roku                   | nominace  | [ 49 ]        |
| 2020 | Canadian Game Awards     | Nejlepší streamer               | nominace  | [ 50 ] [ 51 ] |
| 2020 | 2020 Esports Awards      | Streamer roku                   | nominace  | [ 52 ]        |
| 2021 | 2021 Esports Awards      | Streamer roku                   | nominace  | [ 53 ]        |
| 2022 | The Streamer Awards      | Nejlepší GTA role-play streamer | nominace  | [ 54 ]        |
| 2022 | The Streamer Awards      | Streamer roku                   | nominace  | [ 54 ]        |
| 2022 | Canadian Game Awards     | Nejlepší streamer               | nominace  | [ 55 ]        |
| 2022 | 12th Streamy Awards      | Streamer roku                   | nominace  | [ 56 ] [ 57 ] |
| 2022 | 12th Streamy Awards      | Just Chatting                   | vítězství | [ 56 ] [ 57 ] |
| 2023 | The Streamer Awards      | Nejlepší variety streamer       | vítězství | [ 58 ]        |
| 2023 | The Streamer Awards      | Streamer roku                   | nominace  | [ 58 ]        |
| 2023 | 13th Streamy Awards      | Streamer roku                   | nominace  | [ 59 ]        |
| 2023 | 13th Streamy Awards      | Just Chatting                   | nominace  | [ 59 ]        |
| 2024 | The Streamer Awards      | Nejlepší variety streamer       | nominace  | [ 60 ]        |